# Drina-Flusshaus

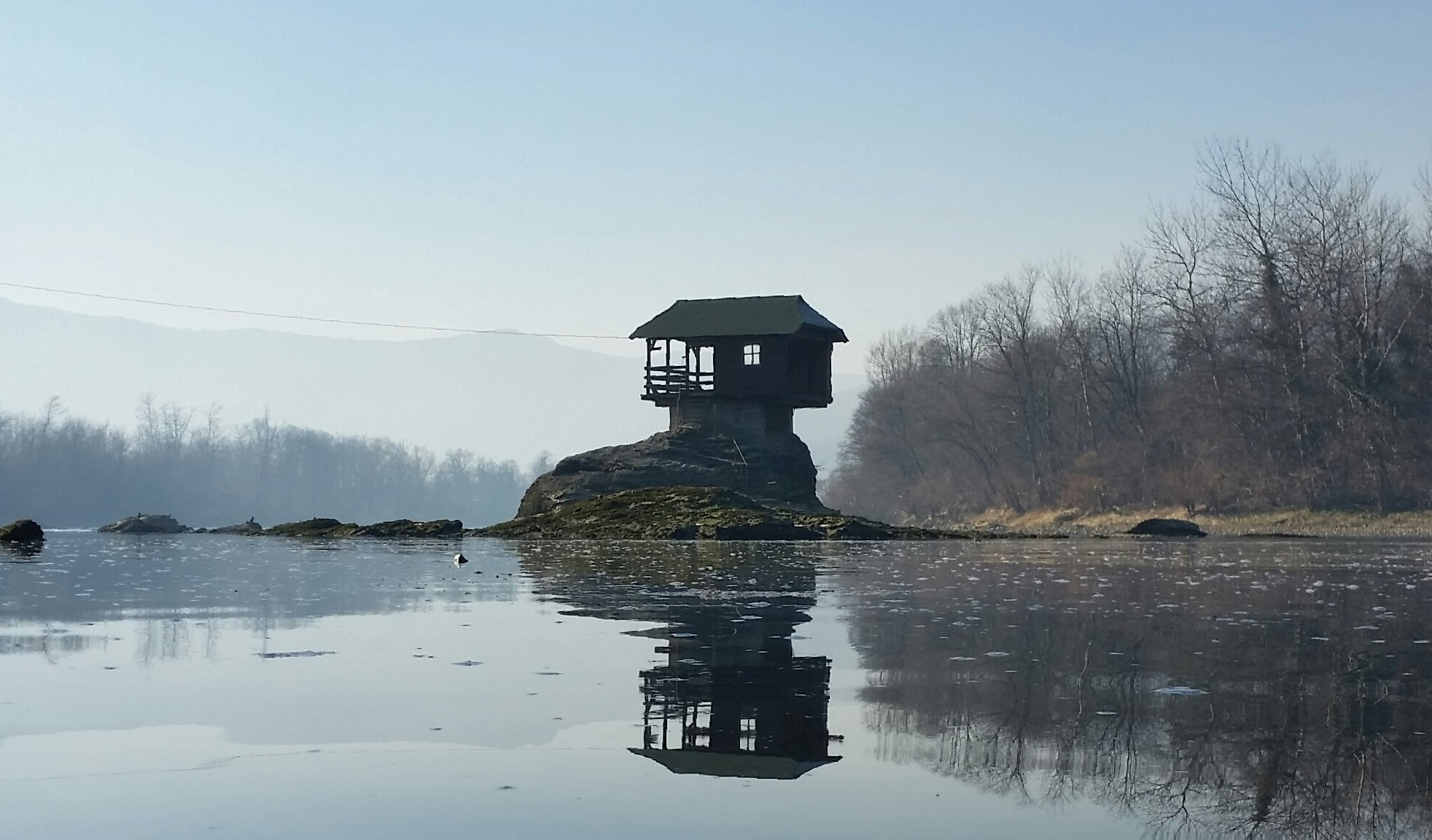
Drina-Flusshaus

Das Drina-Flusshaus – serb. Kućica na Drini – steht in der Drina, dem Grenzfluss zwischen Serbien und Bosnien und Herzegowina. Auf einer Felseninsel in der serbischen Hälfte des Flusses liegt es am nördlichen Rand des Städtchens Bajina Bašta, etwa 1 km vom Ortszentrum entfernt.
Aus den Brettern eines ausgedienten Schuppens bauten jugendliche Schwimmer 1968 zunächst eine Liegeplattform. Boot- und Kajakfahrer machten daraus 1969 eine Schutzhütte für Wasserwanderer. Das Baumaterial wurde ein paar Kilometer flussaufwärts ins Wasser geworfen und an der Insel wieder abgefischt. Seither mehrmals von Hochwasser fortgerissen, wurde die Hütte immer wieder aufgebaut.